# Liste der Monuments historiques in Lège-Cap-Ferret
Die Liste der Monuments historiques in Lège-Cap-Ferret führt die Monuments historiques in der französischen Gemeinde Lège-Cap-Ferret auf.

## Liste der Bauwerke
| Bezeichnung                  | Beschreibung | Standort                          | Kennzeichnung | Schutzstatus | Datum | Bild           |
| ---------------------------- | ------------ | --------------------------------- | ------------- | ------------ | ----- | -------------- |
| Kapelle der Villa algérienne |              | Boulevard de la plage (Lage)      | PA33000107    | Inscrit      | 2008  | weitere Bilder |
| Le-Corbusier-Siedlung        |              | 1–6 Allée Le Corbusier (Lage)     | PA00083876    | Inscrit      | 1990  |                |
| Maison Février               |              | 16 Avenue du Bernet (Lage)        | PA33000208    | Inscrit      | 2017  |                |
| Leuchtturm                   |              | Promenade du tour du phare (Lage) | PA33000114    | Inscrit      | 2009  | weitere Bilder |

## Liste der Objekte
- Monuments historiques (Objekte) in Lège-Cap-Ferret in der Base Palissy des französischen Kultusministeriums